# Quinta paralela

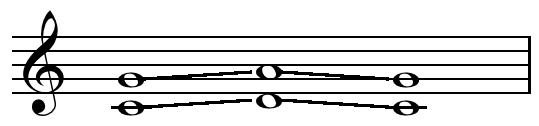
Quintas paralelas a criar linhas melódicas paralelas, que são duplicatas uma da outra por transposição.

Em música, quintas paralelas, são progressões nas quais o intervalo de uma quinta perfeita é seguido por uma quinta perfeita diferente entre as mesmas duas partes musicais (ou vozes). Por exemplo, de dó a ré em uma voz juntamente com sol a lá na voz mais alta. Intervenções em oitavas são irrelevantes a esse aspecto da gramática musical.